# Chañaral Ortega-Miranda
Sergio Braulio Guillermo Chañaral Ortega Miranda (Arica, 12 de diciembre de 1973), más bien conocido como Chañaral Ortega-Miranda es un compositor, productor y pianista chileno de música clásica y música cinematográfica, hijo del también compositor chileno Sergio Ortega y de la cantante popular Ana María Miranda.

## Inicios
Nacido en 1973, año del Golpe de Estado en Chile, Chañaral fue exiliado en Francia durante sus primeros seis años de vida. Después de estudiar teoría musical y composición en Buenos Aires con Ezequiel Izcovich y Alejandro Iglesias Rossi desde 1989 hasta 1993, recibió clases de composición por parte de su padre Sergio Ortega en la École Nationale de Musique de Pantin, Francia hasta el año 2000. Posteriormente, estudió con Ivan Fedele en el Conservatoire National de Région de Strasbourg. En 2001 - 2002 participa al "Cursus de composition et d’informatique musicale" del IRCAM, donde trabaja principalmente con Philippe Leroux, Philippe Manoury y Tristan Murail.

## Carrera
Ortega-Miranda participó en los festivales anuales Musiques à l'encre fraîche entre 1993 y 2000. También trabajó con Jonathan Harvey, Michael Jarrell, Zoltán Jeney y Péter Eötvös en el Centre Acanthes y participó en la sesión de composición Fondation Royaumont: Voix Nouvelles con Brian Ferneyhough y Stefano Gervasoni.
Es el cofundador de la Association Syntono ubicada en la localidad francesa Boulogne-Billancourt, que apoya la composición y promoción de música contemporánea.
«Q'inti», su galardonada composición para conjunto orquestal, está inspirada en una leyenda inca. Túpac Amaru, por su parte, fue estrenada mundialmente y con gran éxito en Berlín, Alemania, el año 2003, por el Cuarteto Arditti en la Filarmónica de Berlín.
Entre 2003 y 2006, Chañaral participó también con la facción francesa de la banda chilena Quilapayún, en distintas presentaciones en vivo, apoyando con voz, tiple, guitarra y piano.

## Composiciones
- 2004 - «Q'inti», conjunto orquestal
- 2003 - «Túpac Amaru», cuarteto de cuerdas
- 2002 - «Oba 'loube oba 'ye», guitarra y teclado
- 2001 - «Kelleñutún», solo de chelo
- 2001 - «Tzinin-oc», soprano, mezzo, tenor, barítono y cuarteto de cuerda
- 2001 - «A la sombra del Longino», conjunto orquestal
- 2000 - «Un Nocturno por Chacabuco», conjunto orquestal
- 1999 - «Quinteto», flauta, clarineta, violín, chelo y piano
- 1998 - «L'extraordinaire aventure arrivée à Vladimir Maïakovski en été, à la campagne», barítono y quinteto de vientos
- 1998 - «Trio», para violín, chelo y piano

## Reconocimientos
- Primer premio en la Competición Internacional de Composición de Luxemburgo de la Luxembourg Sinfonietta en 2004, por su trabajo "Q'inti".[8]